# Little Browning (Montana)
Little Browning es un lugar designado por el censo ubicado en el condado de Glacier en el estado estadounidense de Montana. En el Censo de 2010 tenía una población de 206 habitantes y una densidad poblacional de 78,52 personas por km².

## Geografía
Little Browning se encuentra ubicado en las coordenadas 48°37′31″N 112°21′0″O / 48.62528, -112.35000. Según la Oficina del Censo de los Estados Unidos, Little Browning tiene una superficie total de 2.62 km², de la cual 2.62 km² corresponden a tierra firme y (0%) 0 km² es agua.

## Demografía
Según el censo de 2010, había 206 personas residiendo en Little Browning. La densidad de población era de 78,52 hab./km². De los 206 habitantes, Little Browning estaba compuesto por el 4.85% blancos, el 0% eran afroamericanos, el 94.66% eran amerindios, el 0% eran asiáticos, el 0% eran isleños del Pacífico, el 0% eran de otras razas y el 0.49% pertenecían a dos o más razas. Del total de la población el 5.34% eran hispanos o latinos de cualquier raza.